# Ilirski kolegij u San Giovanniju Rotondu
Ilirski kolegij u San Giovanniju Rotondu je bila školska ustanova Katoličke Crkve koja se nalazila u tom talijanskom gradiću na Garganskom gorju. 

## Povijest
Osnovao ga je dubrovački dominikanac Deziderije Nenkić 1636. godine godine. Kolegij je djelovao 11 godina, a onda ga je morao zatvoriti.